# Caroline Lamb
Lady Caroline Lamb, født Ponsonby (13. november 1785—26. januar 1828) var en engelsk forfatterinde. 
1805 blev hun gift med William Lamb, senere Lord Melbourne. Hun var senere en tid Byrons elskerinde; men forholdet endte med et voldsomt brud mellem de to lige lidenskabelige personer, og hun gav en hadefuld skildring af ham i romanen Glenarvon, der udkom, da han, skilt fra sin hustru, forlod England. Hendes senere romaner Graham Hamilton og Ada Reis er mere beherskede. 
Hendes liv var imidlertid fuldstændig behersket af mindet om Byron, og hendes sind så ekscentrisk, at hun blev skilt fra sin mand. Siden boede hun på landet, og da hun tilfældigvis så Byrons ligkiste blive ført forbi sin have på vejen til Newstead Abbey, besvimede hun og var fra den tid sindssyg.